# Christian Djoos
Christian Djoos (Gotemburgo, 6 de agosto de 1994) es un defensa profesional de hockey sobre hielo sueco que juega para el Lausanne HC de la National League (NL). Djoos fue seleccionado por los Washington Capitals en la séptima ronda (195.º en general) del 2012 NHL Entry Draft. Djoos ganó la Stanley Cup como miembro de los Capitals en 2018. Es hijo del exdefensa sueco Pär Djoos.

## Carrera profesional
Djoos hizo su debut en la Elitserien (ahora la Swedish Hockey League/ SHL) jugando un partido con Brynäs IF durante la temporada 2011–12, y para la temporada 2013–14, a la edad de 19 años, se había convertido en un jugador regular de la SHL para Brynäs.
Firmó un contrato de entrada de tres años con los Capitals el 16 de mayo de 2014.
Djoos hizo el roster para la noche de apertura de los Capitals al comenzar la temporada 2017–18. En su debut en la NHL, el 11 de octubre de 2017, anotó su primer gol y su primera asistencia en la NHL con los Capitals contra los Pittsburgh Penguins. Posteriormente, Djoos se convirtió en el primer defensa en la historia de los Capitals en anotar dos puntos durante su debut en la NHL.
En la temporada 2019–20, Djoos no pudo formar parte del roster de apertura de los Capitals y fue reasignado a continuar en la AHL con los Hershey Bears. En un rol de pareja principal, Djoos agregó 32 puntos en 42 partidos con Hershey, y participó en otros dos partidos sin puntos con los Capitals. Con oportunidades limitadas en la NHL con los Capitals y con el plazo de intercambio de la NHL, el 24 de febrero de 2020, Djoos fue traspasado a los Anaheim Ducks a cambio de Daniel Sprong.
El 6 de mayo de 2020, Djoos firmó una extensión de contrato de un año con los Ducks. Antes de la temporada 2020–21, el 8 de enero de 2021, Djoos fue colocado en la lista de waivers por los Ducks después de asistir al campamento de entrenamiento. Al día siguiente, fue reclamado por los Detroit Red Wings. Djoos permaneció en el roster de los Red Wings durante el resto de la temporada, registrando 2 goles y 11 puntos en 36 partidos de la temporada regular.
Como agente libre inminente de los Red Wings, Djoos dejó la NHL al unirse al club suizo EV Zug de la National League (NL) con un contrato de dos años hasta la temporada 2022–23 el 12 de mayo de 2021. El 13 de marzo de 2023, Djoos firmó un contrato de dos años con Lausanne HC de la NL.

## Estadísticas de carrera

### Temporada regular y playoffs
| 2009–10     | Brynäs IF           | J18         | 20  | 0  | 6  | 6  | 26 | —  | — | — | —  | —  |
| 2009–10     | Brynäs IF           | J18 Allsv   | 15  | 4  | 6  | 10 | 40 | 4  | 1 | 1 | 2  | 4  |
| 2010–11     | Brynäs IF           | J18         | 21  | 7  | 20 | 27 | 22 | —  | — | — | —  | —  |
| 2010–11     | Brynäs IF           | J18 Allsv   | 17  | 4  | 14 | 18 | 12 | 5  | 0 | 5 | 5  | 4  |
| 2010–11     | Brynäs IF           | J20         | 11  | 0  | 1  | 1  | 0  | —  | — | — | —  | —  |
| 2011–12     | Brynäs IF           | J18         | 1   | 1  | 1  | 2  | 0  | —  | — | — | —  | —  |
| 2011–12     | Brynäs IF           | J18 Allsv   | 6   | 4  | 7  | 11 | 4  | 5  | 1 | 0 | 1  | 2  |
| 2011–12     | Brynäs IF           | J20         | 40  | 3  | 21 | 24 | 22 | 2  | 0 | 0 | 0  | 0  |
| 2011–12     | Brynäs IF           | SEL         | 1   | 0  | 0  | 0  | 0  | —  | — | — | —  | —  |
| 2012–13     | Brynäs IF           | J20         | 2   | 0  | 2  | 2  | 2  | —  | — | — | —  | —  |
| 2012–13     | Brynäs IF           | SEL         | 47  | 2  | 6  | 8  | 38 | 4  | 0 | 0 | 0  | 0  |
| 2013–14     | Brynäs IF           | J20         | 1   | 0  | 1  | 1  | 0  | 1  | 0 | 0 | 0  | 0  |
| 2013–14     | Brynäs IF           | SHL         | 47  | 1  | 12 | 13 | 4  | 5  | 1 | 2 | 3  | 0  |
| 2014–15     | Brynäs IF           | SHL         | 50  | 5  | 12 | 17 | 22 | 7  | 1 | 1 | 2  | 8  |
| 2014–15     | Hershey Bears       | AHL         | 1   | 0  | 1  | 1  | 0  | —  | — | — | —  | —  |
| 2015–16     | Hershey Bears       | AHL         | 62  | 8  | 14 | 22 | 8  | 21 | 2 | 7 | 9  | 8  |
| 2016–17     | Hershey Bears       | AHL         | 66  | 13 | 45 | 58 | 34 | 12 | 2 | 6 | 8  | 2  |
| 2017–18     | Washington Capitals | NHL         | 63  | 3  | 11 | 14 | 10 | 22 | 0 | 1 | 1  | 4  |
| 2018–19     | Washington Capitals | NHL         | 45  | 1  | 9  | 10 | 4  | 3  | 0 | 0 | 0  | 0  |
| 2018–19     | Hershey Bears       | AHL         | 2   | 0  | 0  | 0  | 2  | —  | — | — | —  | —  |
| 2019–20     | Hershey Bears       | AHL         | 42  | 5  | 27 | 32 | 12 | —  | — | — | —  | —  |
| 2019–20     | Washington Capitals | NHL         | 2   | 0  | 0  | 0  | 0  | —  | — | — | —  | —  |
| 2019–20     | Anaheim Ducks       | NHL         | 9   | 1  | 2  | 3  | 0  | —  | — | — | —  | —  |
| 2020–21     | Detroit Red Wings   | NHL         | 36  | 2  | 9  | 11 | 14 | —  | — | — | —  | —  |
| 2021–22     | EV Zug              | NL          | 50  | 3  | 24 | 27 | 12 | 15 | 4 | 8 | 12 | 2  |
| 2022–23     | EV Zug              | NL          | 52  | 9  | 27 | 36 | 12 | 11 | 0 | 3 | 3  | 29 |
| Totales SHL | Totales SHL         | Totales SHL | 145 | 8  | 30 | 38 | 64 | 16 | 2 | 3 | 5  | 8  |
| Totales NHL | Totales NHL         | Totales NHL | 155 | 7  | 31 | 38 | 28 | 25 | 0 | 1 | 1  | 4  |

### Internacional
| Año            | Equipo         | Evento         | Resultado        |    | PJ | G | A | Pts | PIM |
| -------------- | -------------- | -------------- | ---------------- | -- | -- | - | - | --- | --- |
| 2012           | Suecia         | U18            | Medalla de plata | 6  | 1  | 2 | 3 | 2   |     |
| 2013           | Suecia         | WJC            | Medalla de plata | 6  | 0  | 3 | 3 | 0   |     |
| 2014           | Suecia         | WJC            | Medalla de plata | 7  | 2  | 1 | 3 | 2   |     |
| Totales junior | Totales junior | Totales junior | Totales junior   | 19 | 3  | 6 | 9 | 4   |     |

## Premios y honores
| Premio                    | Año  |       |
| NHL                       | NHL  | NHL   |
| ------------------------- | ---- | ----- |
| Campeón de la Stanley Cup | 2018 | [ 8 ] |